# Rozwój regulacyjny
Rozwój regulacyjny – rozwój komórki regulowany wyłącznie przez interakcje indukcyjne. W tym rozwoju los każdej komórki nie zależy od jej pochodzenia, ale od interakcji z innymi komórkami, czyli od jej pozycji w zarodku. Każda komórka w takim rozwoju podlega specyfikacji warunkowej i po wyizolowaniu z zarodka nie osiągnie w hodowli swojego przeznaczenia z powodu braku niezbędnych interakcji. Pozostała część zarodka może jednak regulować swój dalszy rozwój oraz odtworzyć brakujące części.